# Егоист (списание)
Егоист е българско лайфстайл списание, издавано между 1996 и 2006 г. Списанието бързо набира популярност, превръщайки се в един от символите на 90-те години в страната. Отличава се със специфичен стил и провокативен език. В края на 2006 г. издателят Мартин Захариев спира издаването му поради нисък тираж.
Сред най-известните негови автори са Радостина (Ина) Григорова, Ивайло „Нойзи“ Цветков, Мартин Карбовски, Александър Жеков, Емил Захариев, Емилиян Събев, Елена Кодинова и Богдан Русев.
Главни редактори през годините на излизане на списанието са били:
- Ивайло Цветков и Александър Жеков (1996 – 2003)
- Богдан Русев (2003)
- Алек Попов
- Георги Неделчев
- Георги Лозанов

На 6 ноември 2015 г. списанието се появява в онлайн формат. Към 2025, съдържанието се обновява рядко.